# HD 91504
HD 91504 (nota anche come t Velorum) è una stella gigante arancione di magnitudine 5,04 situata nella costellazione delle Vele. Dista 965 anni luce dal sistema solare.

## Osservazione
Si tratta di una stella situata nell'emisfero celeste australe. La sua posizione è fortemente australe e ciò comporta che la stella sia osservabile prevalentemente dall'emisfero sud, dove si presenta circumpolare anche da gran parte delle regioni temperate; dall'emisfero nord la sua visibilità è invece limitata alle regioni temperate inferiori e alla fascia tropicale. La sua magnitudine pari a 5, fa sì che possa essere scorta solo con un cielo sufficientemente libero dagli effetti dell'inquinamento luminoso.
Il periodo migliore per la sua osservazione nel cielo serale ricade nei mesi compresi fra febbraio e giugno; nell'emisfero sud è visibile anche per buona parte dell'inverno, grazie alla declinazione australe della stella, mentre nell'emisfero nord può essere osservata limitatamente durante i mesi primaverili boreali.

## Caratteristiche fisiche
La stella è una gigante arancione; possiede una magnitudine assoluta di -2,32 e la sua velocità radiale positiva indica che la stella si sta allontanando dal sistema solare.

## Sistema stellare
HD 91504 è un sistema multiplo formato da 3 componenti. La componente principale A è una stella di magnitudine 5,04. La componente B è di magnitudine 9,0, separata da 40,2 secondi d'arco da A e con angolo di posizione di 163 gradi. La componente C è di magnitudine 7,7, separata da 0,4 secondi d'arco da A e con angolo di posizione di 099 gradi.